# Serie A2 2004-2005 (pallavolo maschile)
La Serie A2 italiana di pallavolo maschile 2004-2005 si è svolta dal 26 settembre 2004 al 16 maggio 2005: al torneo hanno partecipato sedici squadre di club italiane e la vittoria finale è andata per la prima volta alla Volley Lupi Santa Croce.

## Regolamento
Le squadre hanno disputato un girone all'italiana, con gare di andata e ritorno, per un totale di trenta giornate; al termine della regular season:
- La prima classificata è promossa in Serie A1.
- Le classificate dal secondo al settimo posto hanno acceduto ai play-off promozione, strutturati in quarti di finale, a cui hanno preso parte solo le classificate dal quarto al settimo posto, semifinali e finale, tutte giocate al meglio di due vittorie su tre gare: la vincitrice è promossa in Serie A1.
- Le ultime quattro classificate sono retrocesse in Serie B1.

## Le squadre partecipanti
Le squadre partecipanti furono 16: la Carife Ferrara proveniva dalla Serie A1 così come Trieste, che rinunciò però alla partecipazione. Allegrini Bergamo, Ermolli Castelnuovo del Garda, Mail Service Corigliano e Volley Isernia erano le neopromosse dalla Serie B. Alla rinuncia di Trieste sopperì il ripescaggio della Sira Cucine Ancona.
| Squadra                       | Stagioni in Serie A2 | Allenatore                                 | Campo di gioco                           |
| ----------------------------- | -------------------- | ------------------------------------------ | ---------------------------------------- |
| Allegrini Bergamo             | 1                    | Luca Monti                                 | Palasport di Bergamo                     |
| Carife Ferrara                | 15                   | Antonio Beccari                            | Palasport di Ferrara                     |
| Codyeco Santa Croce           | 18                   | Riccardo Provvedi                          | PalaFontevivo di San Miniato, PI         |
| Conad Forlì                   | 12                   | Pietro Scarduzio, poi Pietro Mazzi         | PalaGalassi di Forlì                     |
| Ermolli Castelnuovo del Garda | 1                    | Michele Marconi                            | Palasport di Valeggio sul Mincio, VR     |
| Esse-Ti Carilo Loreto         | 9                    | Alberto Giuliani                           | PalaSerenelli di Loreto, AN              |
| Mail Service Corigliano       | 1                    | Antonio Babini                             | PalaCorigliano di Corigliano Calabro, CS |
| Premier Hotels Crema          | 6                    | Mario Motta                                | PalaBertoni di Crema, CR                 |
| Salento d'Amare Taviano       | 2                    | Carlos Daniel Cardona, poi Massimo Dagioni | PalaIngrosso di Taviano, LE              |
| Samia Schio                   | 8                    | Valerio Baldovin, poi Dennis Zangaro       | PalaCampagnola di Schio, VI              |
| Sira Cucine Ancona            | 2                    | Alessandro Brutti                          | PalaVeneto di Ancona                     |
| Südtirol Volley               | 2                    | Flavio Gulinelli                           | PalaResia di Bolzano                     |
| Terra Sarda Cagliari          | 6                    | Emanuele Fracascia                         | Palazzetto dello Sport di Cagliari       |
| Videx Royal Pat Grottazzolina | 9                    | Alberto Di Mattia, poi Pietro Scarduzio    | PalaGrottazzolina di Grottazzolina, AP   |
| Volley Bassano                | 2                    | Alberto Boldo                              | PalaBassano di Bassano del Grappa, VI    |
| Volley Isernia                | 1                    | Alberto Gatto                              | PalaFraraccio di Isernia                 |

## Classifica
| Pos. | Squadra                       | Pt | G  | V  | P  | SV | SP |
| ---- | ----------------------------- | -- | -- | -- | -- | -- | -- |
| 1.   | Codyeco Santa Croce           | 68 | 30 | 24 | 6  | 80 | 41 |
| 2.   | Terra Sarda Cagliari          | 65 | 30 | 20 | 10 | 75 | 43 |
| 3.   | Esse-Ti Carilo Loreto         | 57 | 30 | 21 | 9  | 73 | 51 |
| 4.   | Volley Bassano                | 53 | 30 | 16 | 14 | 63 | 50 |
| 5.   | Südtirol Bolzano              | 52 | 30 | 18 | 12 | 58 | 47 |
| 6.   | Premier Hotels Crema          | 45 | 30 | 17 | 13 | 59 | 60 |
| 7.   | Carife Ferrara                | 45 | 30 | 15 | 15 | 59 | 62 |
| 8.   | Mail Service Corigliano       | 42 | 30 | 16 | 14 | 58 | 59 |
| 9.   | Samia Schio                   | 41 | 30 | 14 | 16 | 54 | 58 |
| 10.  | Ermolli Castelnuovo del Garda | 41 | 30 | 12 | 18 | 55 | 64 |
| 11.  | Salento d'Amare Taviano       | 41 | 30 | 11 | 19 | 58 | 65 |
| 12.  | Sira Cucine Ancona            | 40 | 30 | 14 | 16 | 56 | 63 |
| 13.  | Volley Isernia                | 40 | 30 | 14 | 16 | 52 | 60 |
| 14.  | Allegrini Bergamo             | 40 | 30 | 13 | 17 | 59 | 62 |
| 15.  | Videx Royal Pat Grottazzolina | 37 | 30 | 12 | 18 | 48 | 64 |
| 16.  | Conad Forlì                   | 13 | 30 | 3  | 27 | 27 | 85 |

| Promossa in Serie A1 | Promossa dopo play-off | Retrocesse in Serie B |

### Risultati
|               | Ancona | Bassano | Bergamo | Bolzano | Cagliari | Castelnuovo | Corigliano | Crema | Ferrara | Forlì | Grottazzolina | Isernia | Loreto | Santa Croce | Schio | Taviano |
| ------------- | ------ | ------- | ------- | ------- | -------- | ----------- | ---------- | ----- | ------- | ----- | ------------- | ------- | ------ | ----------- | ----- | ------- |
| Ancona        | XXX    | 3-2     | 3-0     | 1-3     | 3-0      | 1-3         | 3-2        | 3-0   | 3-2     | 3-1   | 3-1           | 1-3     | 2-3    | 2-3         | 3-1   | 3-2     |
| Bassano       | 3-0    | XXX     | 3-1     | 2-3     | 3-1      | 3-1         | 1-3        | 3-0   | 2-3     | 3-0   | 3-0           | 3-1     | 3-0    | 0-3         | 3-0   | 3-1     |
| Bergamo       | 3-1    | 1-3     | XXX     | 3-0     | 1-3      | 1-3         | 3-0        | 2-3   | 3-1     | 3-0   | 3-0           | 3-0     | 3-1    | 3-2         | 2-3   | 1-3     |
| Bolzano       | 3-1    | 3-0     | 3-0     | XXX     | 3-2      | 3-1         | 0-3        | 3-0   | 3-1     | 3-0   | 3-0           | 3-1     | 1-3    | 0-3         | 3-1   | 3-0     |
| Cagliari      | 3-0    | 0-3     | 3-2     | 3-0     | XXX      | 3-2         | 2-3        | 3-0   | 3-1     | 3-1   | 3-0           | 3-0     | 2-3    | 3-1         | 3-0   | 2-3     |
| Castelnuovo   | 2-3    | 3-0     | 2-3     | 1-3     | 0-3      | XXX         | 2-3        | 2-3   | 3-0     | 3-0   | 3-0           | 3-1     | 3-2    | 1-3         | 3-2   | 3-1     |
| Corigliano    | 1-3    | 3-2     | 3-2     | 3-0     | 1-3      | 3-0         | XXX        | 1-3   | 0-3     | 3-0   | 3-2           | 3-0     | 2-3    | 1-3         | 3-0   | 3-2     |
| Crema         | 3-1    | 3-1     | 3-1     | 3-0     | 3-2      | 3-0         | 3-1        | XXX   | 1-3     | 2-3   | 3-0           | 0-3     | 1-3    | 1-3         | 3-1   | 3-2     |
| Ferrara       | 3-1    | 3-1     | 3-1     | 0-3     | 1-3      | 3-1         | 3-0        | 2-3   | XXX     | 3-2   | 3-2           | 3-1     | 2-3    | 2-3         | 0-3   | 3-2     |
| Forlì         | 0-3    | 0-3     | 0-3     | 0-3     | 0-3      | 1-3         | 0-3        | 2-3   | 1-3     | XXX   | 2-3           | 0-3     | 0-3    | 2-3         | 2-3   | 3-2     |
| Grottazzolina | 3-1    | 3-1     | 3-1     | 3-0     | 3-2      | 3-0         | 2-3        | 3-1   | 1-3     | 0-3   | XXX           | 3-0     | 2-3    | 1-3         | 3-0   | 3-2     |
| Isernia       | 3-2    | 3-2     | 2-3     | 3-0     | 0-3      | 3-0         | 3-0        | 1-3   | 3-1     | 3-1   | 3-0           | XXX     | 3-2    | 3-1         | 2-3   | 1-3     |
| Loreto        | 1-3    | 1-3     | 3-2     | 0-3     | 1-3      | 3-2         | 3-0        | 3-1   | 3-0     | 3-1   | 3-1           | 3-0     | XXX    | 2-3         | 3-1   | 3-0     |
| Santa Croce   | 3-0    | 3-0     | 3-1     | 3-1     | 3-2      | 3-0         | 2-3        | 3-1   | 3-1     | 3-2   | 3-0           | 3-0     | 2-3    | XXX         | 3-0   | 3-2     |
| Schio         | 3-0    | 1-3     | 3-1     | 3-1     | 1-3      | 1-3         | 3-1        | 3-0   | 3-0     | 3-0   | 3-0           | 3-0     | 2-3    | 1-3         | XXX   | 3-1     |
| Taviano       | 3-0    | 3-1     | 2-3     | 3-1     | 1-3      | 3-2         | 3-0        | 2-3   | 1-3     | 3-0   | 0-3           | 2-3     | 0-3    | 3-0         | 3-0   | XXX     |

### Play-off promozione
|  | Quarti di finale | Quarti di finale   | Quarti di finale   | Quarti di finale | Quarti di finale |  |  | Semifinali | Semifinali         | Semifinali | Semifinali         | Semifinali         |   |   | Finale | Finale   | Finale   | Finale | Finale |  |
|  |                  |                    |                    |                  |                  |  |  |            |                    |            |                    |                    |   |   |        |          |          |        |        |  |
|  | 2                | Cagliari           | Cagliari           | Cagliari         | Cagliari         |  |  |            |                    |            |                    |                    |   |   |        |          |          |        |        |  |
|  |                  |                    |                    |                  |                  |  |  | 2          | Cagliari           | 3          | 2                  | 3                  |   |   |        |          |          |        |        |  |
|  | 6                | Crema              | 2                  | 3                | 1                |  |  | 5          | Bolzano            | 1          | 3                  | 1                  |   |   |        |          |          |        |        |  |
|  | 5                | Bolzano            | 3                  | 1                | 3                |  |  |            |                    |            |                    |                    |   |   | 2      | Cagliari | Cagliari | 3      | 3      |  |
|  | 4                | Bassano del Grappa | Bassano del Grappa | 3                | 3                |  |  |            |                    | 4          | Bassano del Grappa | Bassano del Grappa | 1 | 0 |        |          |          |        |        |  |
|  | 7                | Ferrara            | Ferrara            | 1                | 2                |  |  | 4          | Bassano del Grappa | 3          | 1                  | 3                  |   |   |        |          |          |        |        |  |
|  |                  |                    |                    |                  |                  |  |  | 3          | Loreto             | 2          | 3                  | 1                  |   |   |        |          |          |        |        |  |
|  | 3                | Loreto             | Loreto             | Loreto           | Loreto           |  |  |            |                    |            |                    |                    |   |   |        |          |          |        |        |  |